# الليلة الأطول (مسلسل)
الليلة الأطول (بالإسبانية: La noche más larga) هو مسلسل إثارة إسباني من تأليف شوسيه مورايس وفيكتور سييرا ومن بطولة لويس كاليجو، ألبيرتو أمان وباربرا غويناغا، صدر المسلسل على منصة نتفليكس في 8 يوليو 2022.